# Frédéric Petit
Frédéric Petit (Saint-Maur-des-Fossés, 6 de mayo de 1975) fue un piloto de motociclismo francés que compitió en la categoría de 125cc del Campeonato Mundial entre 1994 y 1999. Su hermano, Jimmy Petit, también corrió como piloto profesional.

## Resultados en el Campeonato del Mundo
Sistema de puntuación de 1993 hasta 2022:
| Posición | 1.º | 2.º | 3.º | 4.º | 5.º | 6.º | 7.º | 8.º | 9.º | 10.º | 11.º | 12.º | 13.º | 14.º | 15.º |
| Puntos   | 25  | 20  | 16  | 13  | 11  | 10  | 9   | 8   | 7   | 6    | 5    | 4    | 3    | 2    | 1    |

### Carreras por año
| Año  | Cat.  | Moto    | 1       | 2       | 3       | 4      | 5       | 6      | 7      | 8       | 9       | 10     | 11     | 12      | 13      | 14     | 15     | 16     | Ptos. | Pos. |
| ---- | ----- | ------- | ------- | ------- | ------- | ------ | ------- | ------ | ------ | ------- | ------- | ------ | ------ | ------- | ------- | ------ | ------ | ------ | ----- | ---- |
| 1994 | 125cc | Yamaha  | AUS 22  | MAL Ret | JAP 23  | ESP 16 | AUT 24  | ALE 17 | NED 14 | ITA Ret | FRA Ret | GBR 24 | CZE 21 | USA Ret | ARG Ret | EUR 22 |        |        | 2     | 33.º |
| 1995 | 125cc | Honda   | AUS     | MAL     | JAP     | ESP    | ALE     | ITA    | NED    | FRA Ret | GBR     | CZE    | RIO    | ARG     | EUR     |        |        |        | 0     | -    |
| 1996 | 125cc | Honda   | MAL 11  | IDN 15  | JAP 20  | ESP 18 | ITA Ret | FRA 13 | NED 11 | ALE 15  | GBR Ret | AUT 15 | CZE 18 | IMO 10  | CAT Ret | RIO 14 | AUS 12 |        | 28    | 19.º |
| 1997 | 125cc | Honda   | MAL 9   | JAP 10  | ESP 13  | ITA 9  | AUT 10  | FRA 5  | NED 9  | IMO Ret | ALE 4   | RIO 9  | GBR 9  | CZE 15  | CAT 10  | IDN 14 | AUS 13 |        | 78    | 10.º |
| 1998 | 125cc | Honda   | JAP 11  | MAL 7   | ESP 11  | ITA 8  | FRA 6   | MAD 8  | NED 8  | GBR 8   | ALE NP  | CZE 10 | IMO 11 | CAT 15  | AUS 14  | ARG 13 |        |        | 78    | 10.º |
| 1999 | 250cc | Aprilia | MAL Ret | JAP 20  | ESP Ret | FRA 15 | ITA 18  | CAT 13 | NED 15 | GBR Ret | ALE NP  | CZE    | IMO 16 | VAL Ret | AUS 19  | RSA 18 | RIO 20 | ARG 12 | 9     | 25.º |

| Color     | Resultado                                                               |
| --------- | ----------------------------------------------------------------------- |
| Oro       | Ganador                                                                 |
| Plata     | 2.ª plaza                                                               |
| Bronce    | 3.ª plaza                                                               |
| Verde     | Finalizó en los puntos                                                  |
| Azul      | Finalizó sin puntos                                                     |
| Azul      | NC - No clasificado                                                     |
| Violeta   | Ret - No terminó (Carrera)                                              |
| Rojo      | DNQ - No se clasificó                                                   |
| Negro     | DSQ - Descalificado                                                     |
| Blanco    | DNS - No empezó (carrera)                                               |
| Blanco    | WD - Retirado (fin de semana)                                           |
| Blanco    | C - Carrera cancelada                                                   |
| Sin color | DNP - Inscrito pero no participó                                        |
| Sin color | INJ - Lesionado                                                         |
| Sin color | EX - Excluido                                                           |
| Estado    | Resultado                                                               |
| Negrita   | Pole position                                                           |
| Cursiva   | Vuelta rápida                                                           |
| †         | Abandona, pero clasifica al completar el porcentaje requerido para ello |